# Клецька
Клецька — річка в Україні, у Корецькому та Березнівському районах Рівненської області. Права притока  Ставів (басейн Дніпра).

## Опис
Довжина річки 13 км, похил річки 2,5 м/км. Формується з багатьох безіменних струмків та водойм. Площа басейну 89,8 км². 
Притоки: Оличка (права), Топчинка (ліва).

## Розташування
Бере початок у присілку Великої Клецьки. Тече переважно на північний захід через Малу Клецьку і в Хмелівці впадає у річку Стави, ліву притоку Случі.